# ظهر الحارق (كعيدنة)

تعديل مصدري - تعديل

ظهر الحارق هي إحدى قرى عزلة الغربي بمديرية كعيدنة التابعة لمحافظة حجة، بلغ تعداد سكانها 329 نسمة حسب تعداد اليمن لعام 2004.